# S/S Ada Gorthon
S/S Ada Gorthon var ett svenskt ångfartyg som byggdes 1917 och ägdes av Rederi AB Gefion i Helsingborg. Hon uppkallades efter Ada Gorthon, hustru till sjökaptenen och redaren Johan E. Gorthon. Fartyget var 90 meter långt och förde ett deplacement på 2 400 bruttoregisterton. Under andra världskriget var hon ett av många lastfartyg som ombesörjde transporten av svenskt järn till länderna söder om Östersjön.
När hon den 22 juni 1942 gick fullastad med järnmalm och var på väg från Luleå till Rotterdam blev hon torpederad av den sovjetiska ubåten SC317. Träffen tog midskepps och slog upp ett stort hål och det tungt lastade fartyget sjönk på 30 sekunder. Sänkningen skedde när Ada Gorthon befann sig ett par distansminuter rakt utanför Bläsinge fiskeby i  Norra Möckleby socken på den öländska ostkusten. Åtta man uppe på däck överlevde katastrofen, medan de övriga femton personerna som befann sig i maskinrum och andra utrymmen under däck blev instängda och följde med ner i djupet. De överlevande hamnade i vattnet och klamrade sig fast vid flytande föremål, några lyckades ta sig upp i en livflotte, en person som klättrat upp och satt i en masttopp klarade också livhanken och räddades när hjälpen kom fram. För att hedra de fjorton omkomna lät man resa en minnessten i Bläsinge.
Fartyget skrotbärgades till stor del under 1950-talet och man använde sjunkbomber till hjälp. Vraket som ligger på 30 meters djup går dock att dyka på.